# 以色列奧林匹克委員會
以色列奧林匹克委員會（Olympic Committee of Israel）是以色列的國家奧林匹克委員會。該組織成立於1933年，其後加入國際奧林匹克委員會和亞洲奧林匹克委員會。1952年，首次派員參加在芬蘭赫爾辛基舉辦的夏季奧運會。1990年代初，以色列奧林匹克委員會遭到阿拉伯國家的壓迫而離開亞洲奧委會，轉為加入歐洲奧林匹克委員會。
現時，以色列奧林匹克委員會秩總部設在該國的第一大城市特拉維夫，主席是Igal Carmi。

## 外部連結
- 以色列奧林匹克委員會（页面存档备份，存于）